# Eduard Latypov
Eduard Latypov, född 21 mars 1994, är en rysk skidskytt som debuterade i världscupen i december 2018. Han ingick i det ryska laget i stafett som kom trea värdscuptävlingen i stafett den 8 februari 2019 i Canmore i Kanada.
Latypov vann guld i jaktstart vid Juniorvärldsmästerskapen i skidskytte 2015.